# Drassodes singulariformis
Drassodes singulariformis är en spindelart som beskrevs av Roewer 1951. Drassodes singulariformis ingår i släktet Drassodes och familjen plattbuksspindlar. Inga underarter finns listade i Catalogue of Life.